# Сан-Карло-Канавезе
Сан-Карло-Канавезе (італ. San Carlo Canavese, п'єм. San Carlo) — муніципалітет в Італії, у регіоні П'ємонт,  метрополійне місто Турин.
Сан-Карло-Канавезе розташований на відстані близько 550 км на північний захід від Рима, 22 км на північ від Турина.
Населення — 4024 особи (2014).
Щорічний фестиваль відбувається четвертої неділі серпня. Покровитель — Oropa.

## Демографія
Населення за роками:

Станом на 1 січня 2023 року в муніципалітеті офіційно проживав 131 іноземець з 23 країн, серед них 83 громадяни країн Євросоюзу.

## Відомі особистості
В поселенні народився:
- Ельза Форнеро (* 1948) — італійська економістка та державна діячка.

## Сусідні муніципалітети
- Чиріє
- Фронт
- Ноле
- Рокка-Канавезе
- Сан-Франческо-аль-Кампо
- Сан-Мауриціо-Канавезе
- Вауда-Канавезе